# Hans Rydin
Hans Folke Axel Rydin, född 5 oktober 1895 i Lidköping, död 3 februari 1990, var en svensk industriman och civilingenjör. Han var VD för Stockholms Superfosfat Fabriks AB 1942-1961. Han invaldes 1947 som ledamot av Ingenjörsvetenskapsakademien.
Hans Rydin var son till borgmästaren Axel Heribert Rydin. Han avlade studentexamen i Skara 1914 och utexaminerades från Tekniska högskolan 1917. 1918 anställdes han av Stockholms Superfosfat Fabriks AB som driftsingenjör för smältverket i Ljungaverk, 1941 blev han överingenjör i bolaget och 1942 företagets VD. Från 1943 var han även styrelseledamot i bolaget. På Fosfatbolagets uppdrag vistades han 1927–1939 i Sovjetunionen för anläggande av fabriker, och 1939–1940 uppförde han bolagets anläggning Stockviksverken i Stockvik. Från 1948 var han styrelseledamot i Sveriges industriförbund.